# Kuldīgas stenbro
Kuldīgas stenbro (lettisk: Kuldīgas ķieģeļu tilts) er en buebro over floden Venta i Kuldīga i Letland, og står cirka 200 meter efter Ventas vandfald. Siden 1998 har broen haft status af statsligt arkitektonisk mindesmærke. Broen åbnede for trafik den 2. november 1874, og er Europas længste når det kommer til en buebro opført i sten, der ikke benyttes til jernbanetransport. Broens buedele er opført efter et projekt af ingeniør Frīdrihs Staprāns, mens broens øvrige dele er opført efter efter tegninger af arkitekten Otto Dietze. Broens samlede længde er på 164 meter, og kørebanens bredde er på 11 meter.